# نهائي كأس البرتغال 1939
نهائي كأس البرتغال 1939 هي المباراة النهائية من منافسة كأس البرتغال 1938–39، أقيمت المباراة في 1939، في Campo das Salésias ‏، بين فريقي نادي أكاديميكا كويمبرا، ونادي بنفيكا، وفاز فيها نادي أكاديميكا كويمبرا، بعد أن هزم نادي بنفيكا، بنتيجة 4 - 3.

## تفاصيل المباراة
لعبت المباراة النهائية في 1939.
| نادي أكاديميكا كويمبرا | 4 -3 | نادي بنفيكا |
| ---------------------- | ---- | ----------- |
|                        |      |             |